# Taekwondo ai XVII Giochi panamericani
I tornei di taekwondo ai XVII Giochi panamericani si sono svolti al Hershey Centre di Mississauga, in Canada, dal 19 al 22 luglio 2015. Erano in programma otto eventi, quattro maschili e altrettanti femminili.

## Calendario
Tutti gli orari secondo il Central Time Zone (UTC-5).
| Data          | Inizio | Evento | Fine                     | Fase                            |
| ------------- | ------ | ------ | ------------------------ | ------------------------------- |
| Dom 19 luglio | 14:00  | 22:00  | 58kg Uomini/49kg Donne   | Preliminari, Quarti/Semi/Finali |
| Lun 20 luglio | 14:00  | 22:00  | 68kg Uomini/57kg Donne   | Preliminari, Quarti/Semi/Finali |
| Mar 21 luglio | 14:00  | 22:00  | 80kg Uomini/67kg Donne   | Preliminari, Quarti/Semi/Finali |
| Mer 22 luglio | 14:00  | 22:00  | +80kg Uomini/+67kg Donne | Preliminari, Quarti/Semi/Finali |

## Risultati

### Uomini
| Evento                | Oro            | Argento          | Bronzo                             |
| Pesi mosca (58 kg)    | Carlos Navarro | Luisito Pie      | Lucas Guzmán Harold Avella         |
| Pesi leggeri (68 kg)  | Saúl Gutiérrez | Maxime Potvin    | Miguel Ángel Trejos Luis Colón III |
| Pesi medi (80 kg)     | José Cobas     | Moisés Hernández | Steven López René Lizárraga        |
| Pesi massimi (+80 kg) | Rafael Alba    | Carlos Rivas     | Marc-André Bergeron Philip Yun     |

### Donne
| Evento                | Oro             | Argento          | Bronzo                          |
| Pesi mosca (49 kg)    | Yania Aguirre   | Itzel Manjarrez  | Iris Silva Candelaria Martes    |
| Pesi leggeri (57 kg)  | Cheyenne Lewis  | Paulina Armería  | Doris Patiño Yamicel Núñez      |
| Pesi medi (67 kg)     | Paige McPherson | Victoria Heredia | Alexis Arnoldt Daima Villalón   |
| Pesi massimi (+67 kg) | Jackie Galloway | María Espinoza   | Raphaella Galacho Jessica Bravo |

## Medagliere
| Posiz. | Nazione         | Oro | Argento | Bronzo | Totale |
| ------ | --------------- | --- | ------- | ------ | ------ |
| 1      | Cuba            | 3   | -       | 2      | 5      |
|        | Stati Uniti     | 3   | -       | 2      | 5      |
| 3      | Messico         | 2   | 4       | 1      | 7      |
| 4      | Rep. Dominicana | -   | 2       | 1      | 3      |
| 5      | Canada          | -   | 1       | 1      | 2      |
| 6      | Venezuela       | -   | 1       | -      | 1      |
| 7      | Colombia        | -   | -       | 4      | 4      |
| 8      | Argentina       | -   | -       | 2      | 2      |
|        | Brasile         | -   | -       | 2      | 2      |
| 10     | Porto Rico      | -   | -       | 1      | 1      |
| TOTALE | TOTALE          | 8   | 8       | 16     | 32     |